# Juni 2024
Portal Geschichte | Portal Biografien | Aktuelle Ereignisse | Jahreskalender | Tagesartikel

◄ |
20. Jahrhundert |
21. Jahrhundert

◄ |
1990er |
2000er |
2010er |
2020er
| 2030er | 2040er

◄ |
2020 |
2021 |
2022 |
2023 |
2024
| 2025 | 2026 | 2027 | 2028 | ►

◄ |
März 2024 |
April 2024 |
Mai 2024 |
Juni 2024 |
Juli 2024 |
August 2024 |
September 2024 |
►
Dieser Artikel behandelt tagesbezogene Nachrichten und Ereignisse im Juni 2024. Eine Artikelübersicht zu thematischen „Dauerbrennern“ und zu länger andauernden Veranstaltungen findet sich auf der Seite zu den laufenden Ereignissen.

## Tagesgeschehen

### Samstag, 1. Juni 2024
- Indien: Ende der Parlamentswahl
- Dallas/Vereinigte Staaten: Eröffnungsspiel des ICC T20 World Cup 2024 (bis 29. Juni).
- London/Vereinigtes Königreich: Finale der UEFA Champions League 2023/24 der Herren
- Reykjavík/Island: Präsidentschaftswahl in Island

### Sonntag, 2. Juni 2024
- Mexiko-Stadt/Mexiko: Bei den Präsidentschafts- und Parlamentswahlen wurde Claudia Sheinbaum zur Präsidentin gewählt.
- Budapest/Ungarn: Im Finale der EHF Champions League der Frauen schlägt Győri ETO KC die SG BBM Bietigheim.

### Montag, 3. Juni 2024
- Weltraum: Mit der Chang’e 6 sammelte erstmals eine Sonde Gesteinsproben von der Mondrückseite und flog in Richtung Erde.
- München/Deutschland: Die FTI Touristik GmbH, Obergesellschaft der FTI Group, des drittgrößten europäischen Reiseveranstalters, hat angekündigt, noch am heutigen Tag einen Antrag auf Eröffnung eines Insolvenzverfahrens zu stellen.
- Schleswig/Deutschland: Beginn NATO Tiger Meet (bis 13. Juni)

### Mittwoch, 5. Juni 2024
- Wien/Österreich: Bei der Verleihung der Österreichischen Filmpreise wird Des Teufels Bad von Veronika Franz und Severin Fiala in acht Kategorien ausgezeichnet, gefolgt von Rickerl – Musik is höchstens a Hobby von Adrian Goiginger mit vier Auszeichnungen.[1][2]
- Zypern: Finale der U-17-Fußball-Europameisterschaft 2024 der Männer
- Cape Canaveral/USA: Erster bemannter Start des Raumschiffs CST-100 Starliner mit der Mission Boe-CFT. Die Mannschaft besteht aus Barry E. Wilmore und Sunita Lyn Williams.

### Donnerstag, 6. Juni 2024
- Europäische Union/Weltweit: Copernicus vermeldet, dass der Mai 2024 der global wärmste Mai seit Aufzeichnungsbeginn und der zwölfte Monat in Folge war (seit Juni 2023), der einen neuen Rekord für die jeweiligen Monatsdurchschnittstemperaturen brachte.
- Europäische Union: Beginn der bis zum 9. Juni andauernden Europawahl 2024
- Den Haag/Niederlande: Europawahl in den Niederlanden
- Paris/Frankreich: Im Finale des Wettbewerbs im Mixed bei den French Open setzen sich Laura Siegemund und Édouard Roger-Vasselin gegen Desirae Krawczyk und Neal Skupski durch.

### Freitag, 7. Juni 2024
- Dublin/Irland: Europawahl in Irland
- Rom/Italien: Beginn der Leichtathletik-Europameisterschaften 2024

### Samstag, 8. Juni 2024
- Riga/Lettland: Europawahl in Lettland
- Valletta/Malta: Europawahl in Malta
- Bratislava/Slowakei: Europawahl in der Slowakei
- Prag/Tschechien: Abschluss der Europawahl in Tschechien
- Paris/Frankreich: Im Finale des Wettbewerbs im Dameneinzel bei den French Open setzt sich Iga Świątek gegen Jasmine Paolini durch.
- Brotterode-Trusetal/Deutschland: Im Thüringer Wald wird die als Dicke Lärche bezeichnete Europäische Lärche vom Kuratorium Nationalerbe-Baum der Deutschen Dendrologischen Gesellschaft zum Nationalerbe-Baum ausgezeichnet.[3]

### Sonntag, 9. Juni 2024
- Belgien: Parlamentswahl, Wahlen in Wallonien, Flandern und Brüssel
- Bulgarien: Parlamentswahl
- Schweiz: Eidgenössische Volksabstimmung
- Köln/Deutschland: In der Lanxess Arena findet das Finale der EHF Champions League der Männer statt.
- Paris/Frankreich: Ende der French Open 2024
- Plateau des Glières/Frankreich: Primož Roglič gewinnt die Dauphiné-Rundfahrt
- Europäische Union: Letzter Tag der Europawahl 2024
- Deutschland: Kommunalwahlen in Baden-Württemberg
- Deutschland: Kommunalwahlen in Brandenburg
- Deutschland: Bezirksversammlungswahlen in Hamburg
- Deutschland: Kommunalwahlen in Mecklenburg-Vorpommern
- Deutschland: Kommunalwahlen in Rheinland-Pfalz
- Deutschland: Kommunalwahlen im Saarland
- Deutschland: Kommunalwahlen in Sachsen
- Deutschland: Kommunalwahlen in Sachsen-Anhalt
- Frankfurt am Main/Deutschland: Der Schriftsteller Daniel Kehlmann wird in der Paulskirche mit dem Ludwig-Börne-Preis ausgezeichnet.

### Montag, 10. Juni 2024
- Belgrad/Serbien: Beginn der Schwimmeuropameisterschaften 2024
- Brüssel/Belgien: Die AfD-Delegation im Europäischen Parlament hat beschlossen, ihren Spitzenkandidaten Maximilian Krah nicht mit in die Delegation aufzunehmen.[4]
- New York/Vereinigte Staaten: Der UN-Sicherheitsrat hat unter Enthaltung Russlands einer Resolution für eine Waffenruhe im Krieg zwischen Israel und der Hamas zugestimmt.[5]
- Provinz Mai-Ndombe/Demokratische Republik Kongo: Bei einem Bootsunglück kommen auf dem Fluss Kwa mindestens 86 Personen ums Leben.[6]

### Mittwoch, 12. Juni 2024
- Rom/Italien: Ende der Leichtathletik-Europameisterschaften 2024
- Berlin/Deutschland: Bundesverteidigungsminister Boris Pistorius verkündet eine Reform der Wehrpflicht in Deutschland

### Donnerstag, 13. Juni 2024
- Savelletri di Fasano/Italien: Beginn des 50. G7-Gipfeltreffens (bis 15. Juni)

### Freitag, 14. Juni 2024
- München/Deutschland: Beginn der Fußball-Europameisterschaft 2024 der Männer
- Schortens/Deutschland: Die Europäische Eibe im Klosterpark Oestringfelde wird vom Kuratorium Nationalerbe-Baum der Deutschen Dendrologischen Gesellschaft zum Nationalerbe-Baum ausgezeichnet.[7]

### Samstag, 15. Juni 2024
- Bürgenstock/Schweiz: Beginn der zweitägigen Ukraine-Friedenskonferenz im Bürgenstock Resort[8]

### Sonntag, 16. Juni 2024
- Villars-sur-Ollon/Schweiz: Ende der Tour de Suisse.
- Le Mans/Frankreich: Abschluss des 24-Stunden-Rennens von Le Mans
- Szeged/Ungarn: Kanurennsport-Europameisterschaften 2024 (seit 13. Juni)

### Dienstag, 18. Juni 2024
- Basel/Schweiz: Verleihung des Otto Naegeli-Preises an Endokrinologin Mirjam Christ-Crain.
- N’Djamena/Tschad: Bei einer Explosion in einem Waffen- und Munitionslager in N’Djamena sind mindestens 9 Menschen ums Leben gekommen und weitere 46 verletzt worden.[9]

### Donnerstag, 20. Juni 2024
- Atlanta/USA: Beginn der Copa América 2024 der Männer
- Österreich: Der Biologe Jiří Friml wird mit dem mit 1,7 Millionen Euro dotierten Wittgenstein-Preis ausgezeichnet.[10][11]

### Freitag, 21. Juni 2024
- Namibia: Das oberste Gericht des Landes erklärt ein Gesetz, das homosexuelle Handlungen zwischen Männern verbot, für verfassungswidrig.[12]
- Schweiz: Bei einem katastrophalen Unwetter in der Schweiz stirbt mindestens ein Mensch, werden Siedlungen und Strassen beschädigt und wird die Autobahn A13, eine der bedeutenden Transitstrassen durch die Alpen, unterbrochen.

### Samstag, 22. Juni 2024
- Mauretanien: Präsidentschaftswahl in Mauretanien
- Kiel/Deutschland: Beginn der Kieler Woche

### Sonntag, 23. Juni 2024
- Belgrad/Serbien: Ende der Schwimmeuropameisterschaften 2024

### Dienstag, 25. Juni 2024
- Straßburg/Frankreich: Alain Berset wird zum 15. Generalsekretär des Europarats gewählt.

### Mittwoch, 26. Juni 2024
- Regierungserklärung Scholz vom 26. Juni 2024, Berlin
- Klagenfurt am Wörthersee/Österreich: Ingeborg-Bachmann-Preis 2024 (bis 30. Juni)
- Weltweit (Internet): ICQ, der erste und in den 00er Jahren sehr populäre Instant Messenger, wird abgeschaltet.

### Donnerstag, 27. Juni 2024
- Köln/Deutschland: Katrin Vernau wird zur neuen Intendantin des Westdeutschen Rundfunks (WDR) gewählt und soll am 1. Januar 2025 Tom Buhrow nachfolgen.
- Ort im Innkreis/Oberösterreich: 27. Juni – 29. Juni 2024 Woodstock der Blasmusik
- Überlingen/Deutschland: Die nach dem Minnesänger Burkhart von Hohenfels benannte Burkhartlinde wird vom Kuratorium Nationalerbe-Baum der Deutschen Dendrologischen Gesellschaft zum Nationalerbe-Baum ausgezeichnet.[13]

### Freitag, 28. Juni 2024
- Mongolei: Parlamentswahl
- Teheran/Iran: Präsidentschaftswahl
- Garmisch-Partenkirchen/Deutschland: Im Alpengarten auf dem Schachen wird eine Zirbelkiefer vom Kuratorium Nationalerbe-Baum der Deutschen Dendrologischen Gesellschaft zum Nationalerbe-Baum ausgezeichnet.[14]

### Samstag, 29. Juni 2024
- Bridgetown/Barbados: Im Finale des T20 World Cups im Kensington Oval besiegt Indien Südafrika mit sieben Runs und sichert sich damit den zweiten Weltmeisterschaftstitel in diesem Cricket-Format.
- Florenz/Italien: Beginn der Tour de France 2024
- Europäische Union: Der Net-Zero Industry Act (Netto-Null-Industrie-Gesetz) der EU, eine Reaktion auf den Inflation Reduction Act der USA, tritt in Kraft.
- Schweiz: Unwetter in der Schweiz verursachen erneut zahlreiche Schäden.

### Sonntag, 30. Juni 2024
- Klagenfurt am Wörthersee/Österreich: Verleihung des Ingeborg-Bachmann-Preises. Tijan Sila wird mit dem Ingeborg-Bachmann-Preis ausgezeichnet. Johanna Sebauer erhält den 3sat- und den BKS-Bank-Publikumspreis, Tamara Štajner den Kelag-Preis. Der Deutschlandfunk-Preis geht an Denis Pfabe.
- Frankreich: Erster Wahlgang der Parlamentswahl in Frankreich 2024
- Deutschland: Ende des Nebenkostenprivilegs
- Québec/Kanada: Beginn der Hochsee-Segelregatta Transat Québec Saint-Malo